# Mercedes-Benz O317
Mercedes-Benz O317 — серія приміських автобусів Mercedes-Benz від компанії Daimler AG.

## Історія
Виробництво автобусів Mercedes-Benz O317 стартувало в 1957 році. За основу був узятий автобус Mercedes-Benz O321H. В 1958 році до двигуна потужністю 200 л. с. додався двигун потужністю 172 к. с. Влітку 1960 року в моторну гамму увійшов двигун потужністю 192 к. с. В 1963 році в модельний ряд увійшла модель O317K з укороченою колісною базою. З 1964 року до двигуна OM326 додався двигун OM346. На інших заводах вироблялися також зчленовані і поодинокі укорочені моделі. За всю історію виробництва на автобуси ставили двох -, трьох-або чотиристулкові ширмові двері. Також можлива була установка планетарних зсувних / висувних і звичайних механічних дверей. У 1961 і 1966 роках модель пройшла фейсліфтінг. Виробництво завершилося в 1976 році.

## Галерея

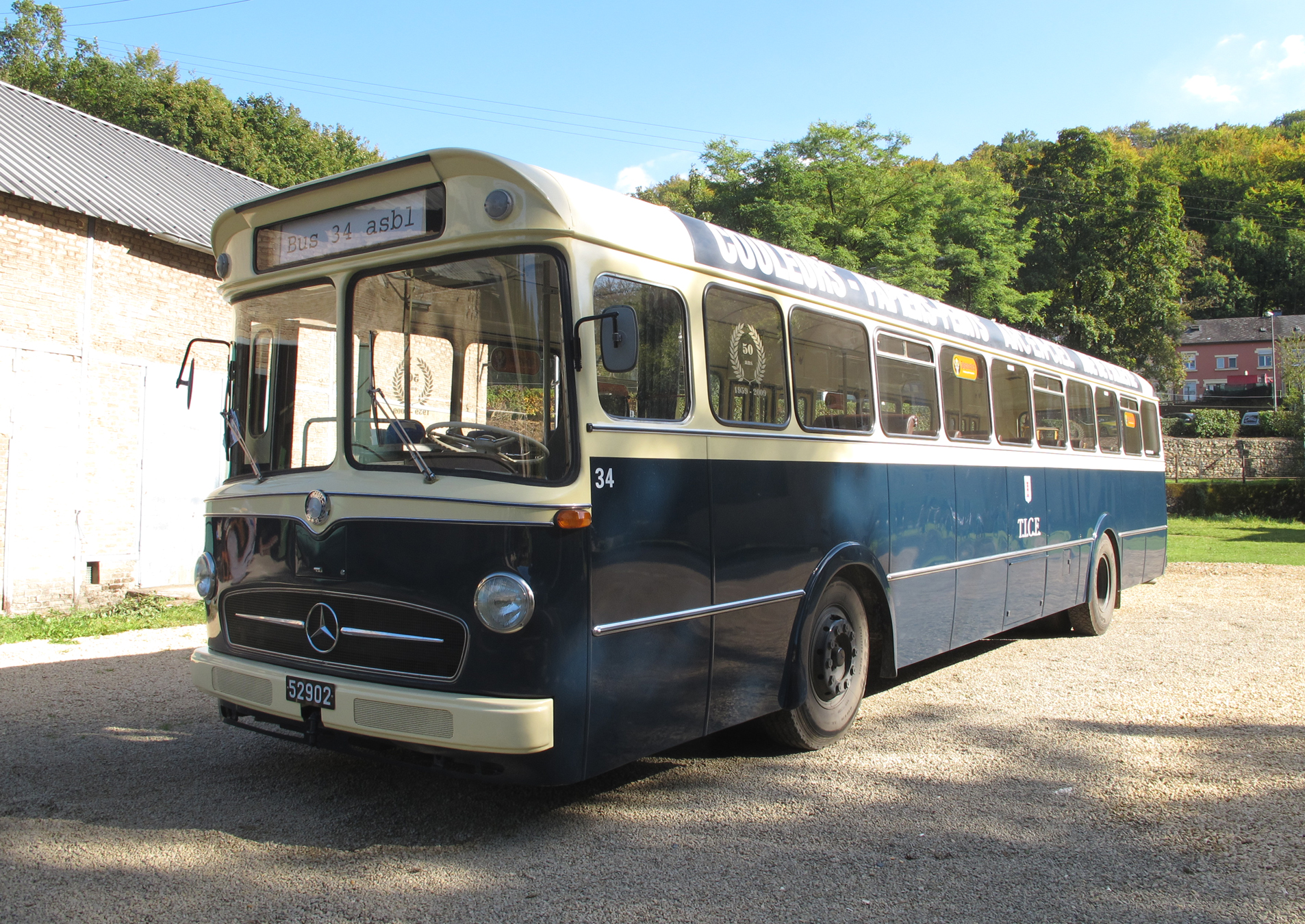
O317 до першого фейсліфтингу
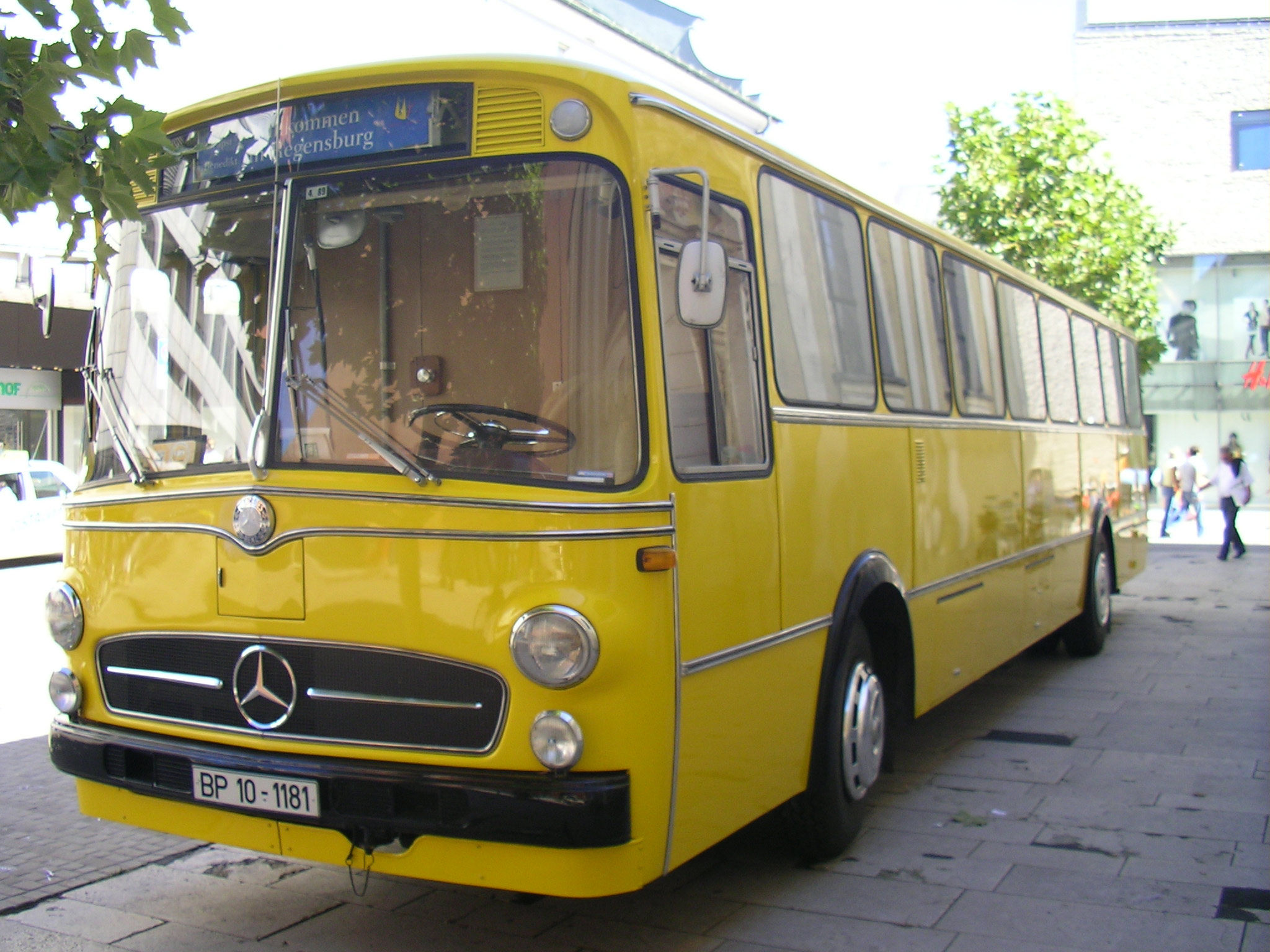
O317 після другого фейсліфтингу (вид спереду)
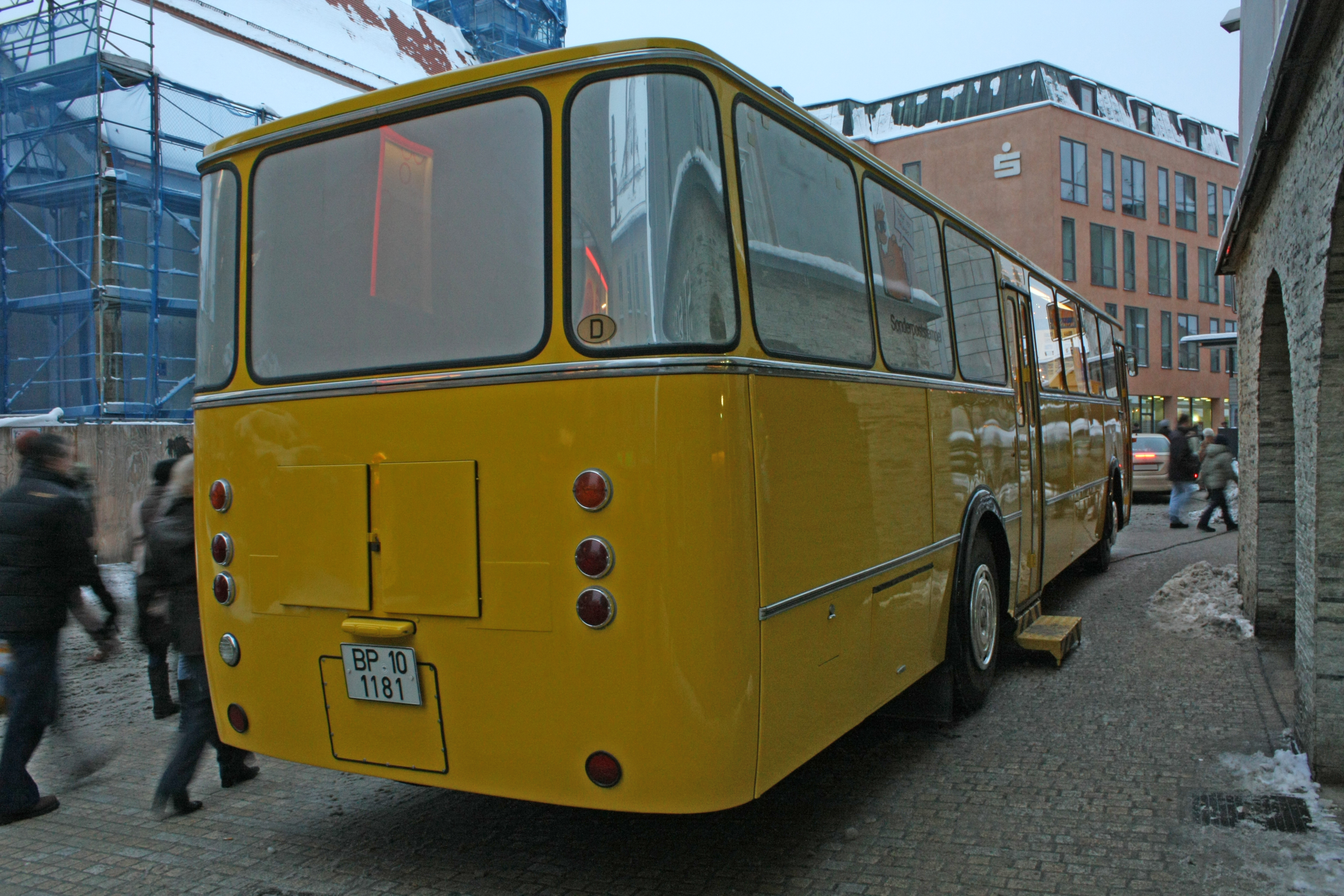
O 317 після другої підтяжки обличчя (вид ззаду)
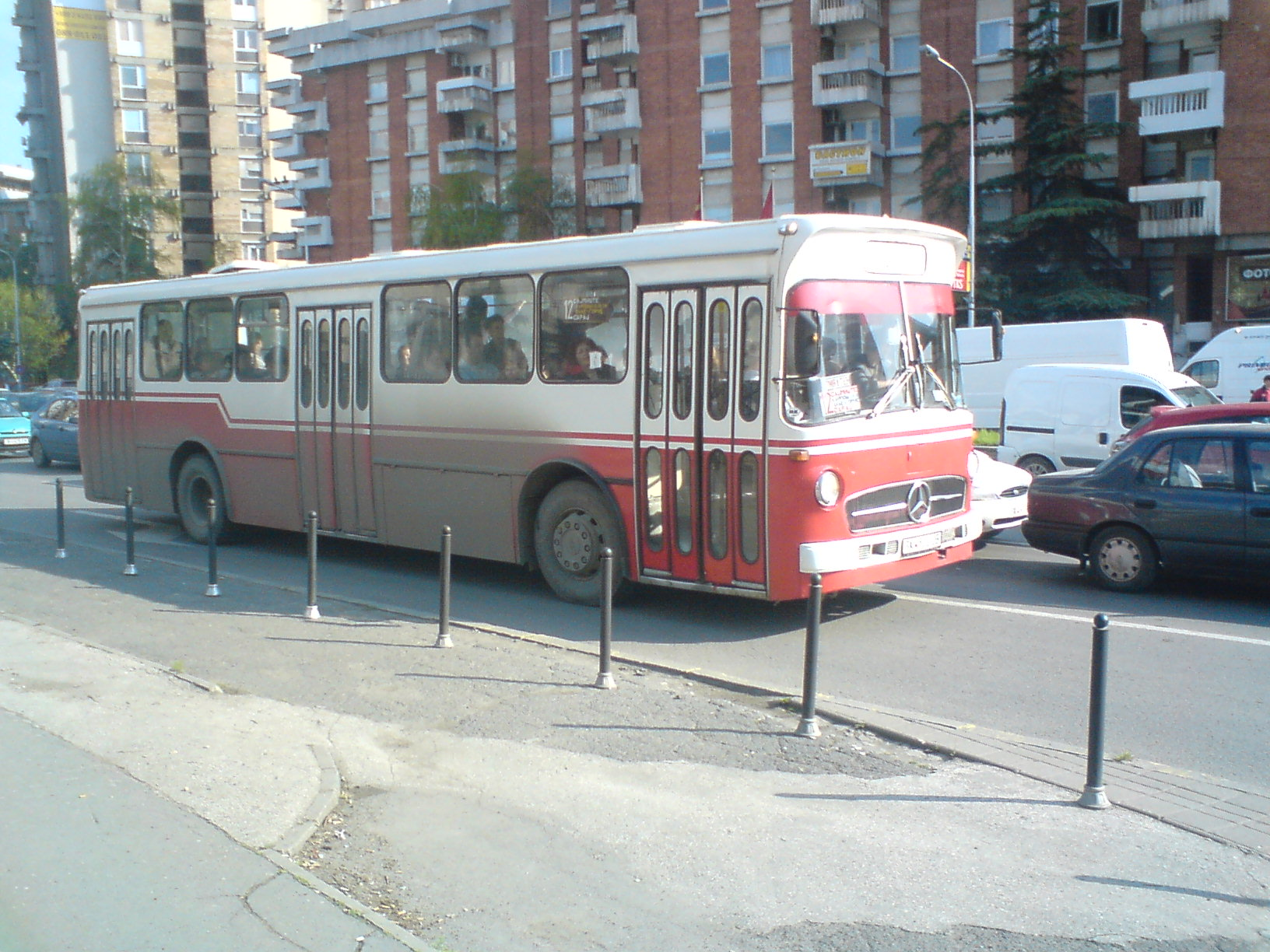
Трьохдверний O317 після другого фейсліфтингу (ширмові двері)
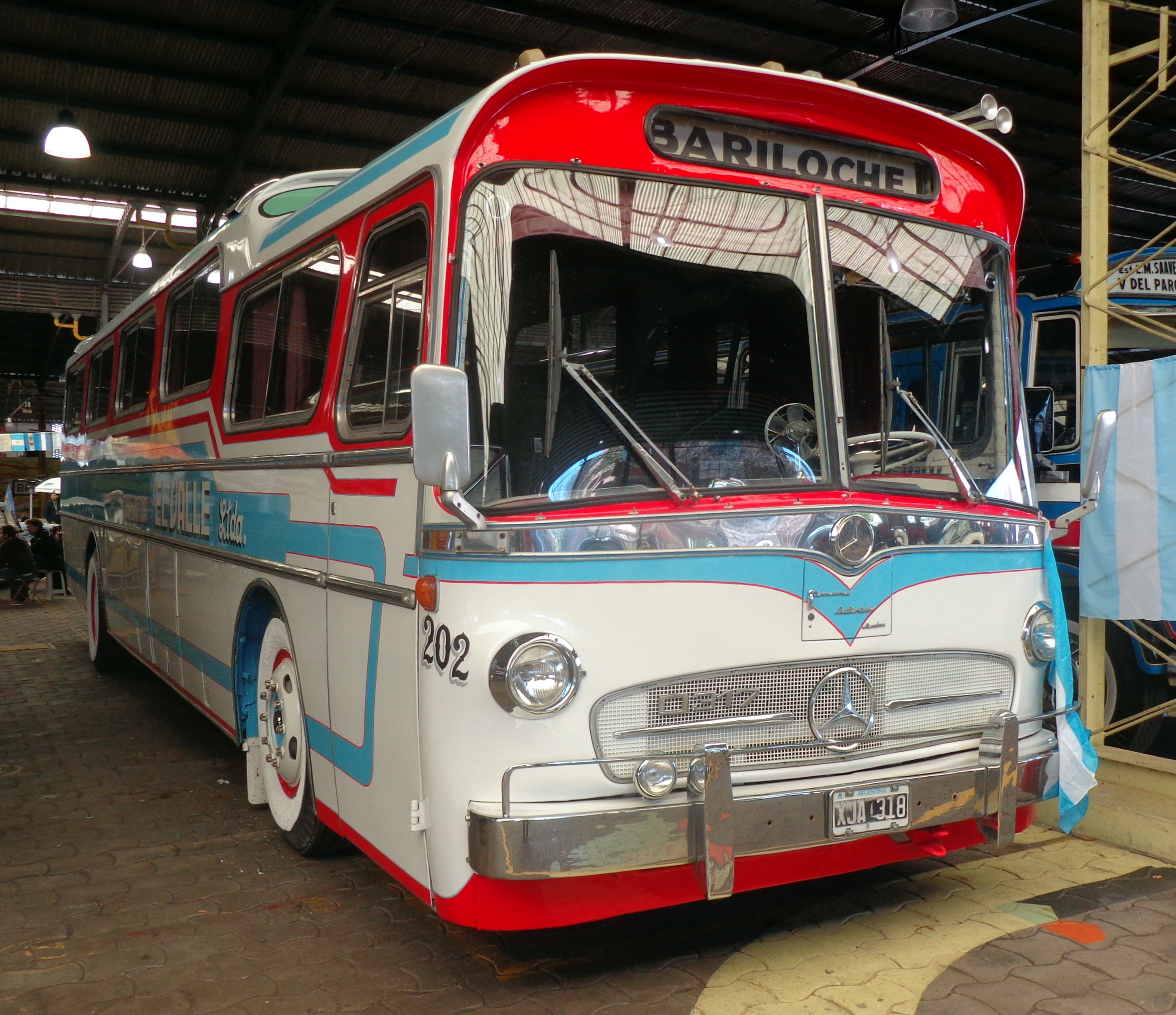
Приміський автобус з механічними розпашними дверима
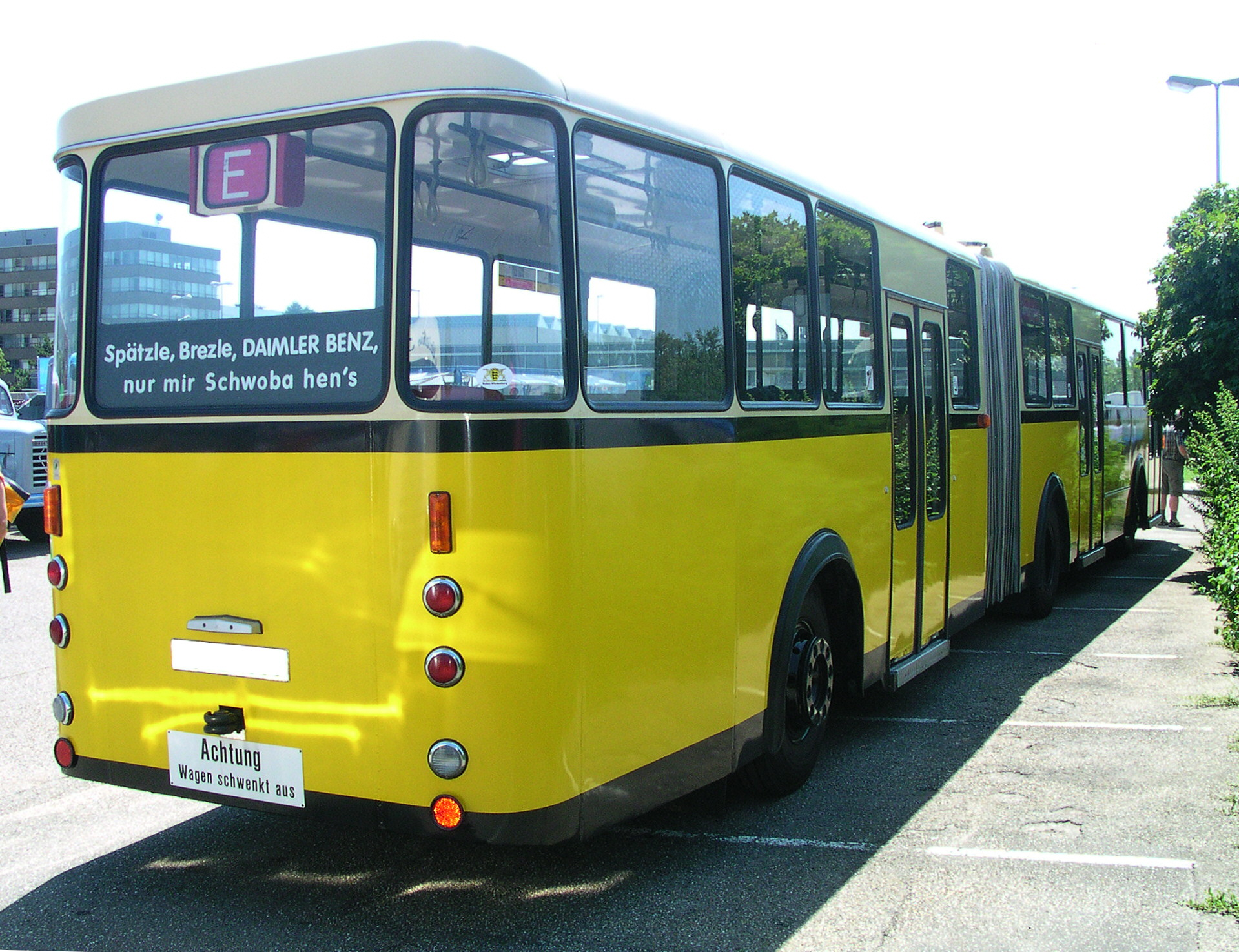
Зчленований автобус (планетарні зсувні двері)
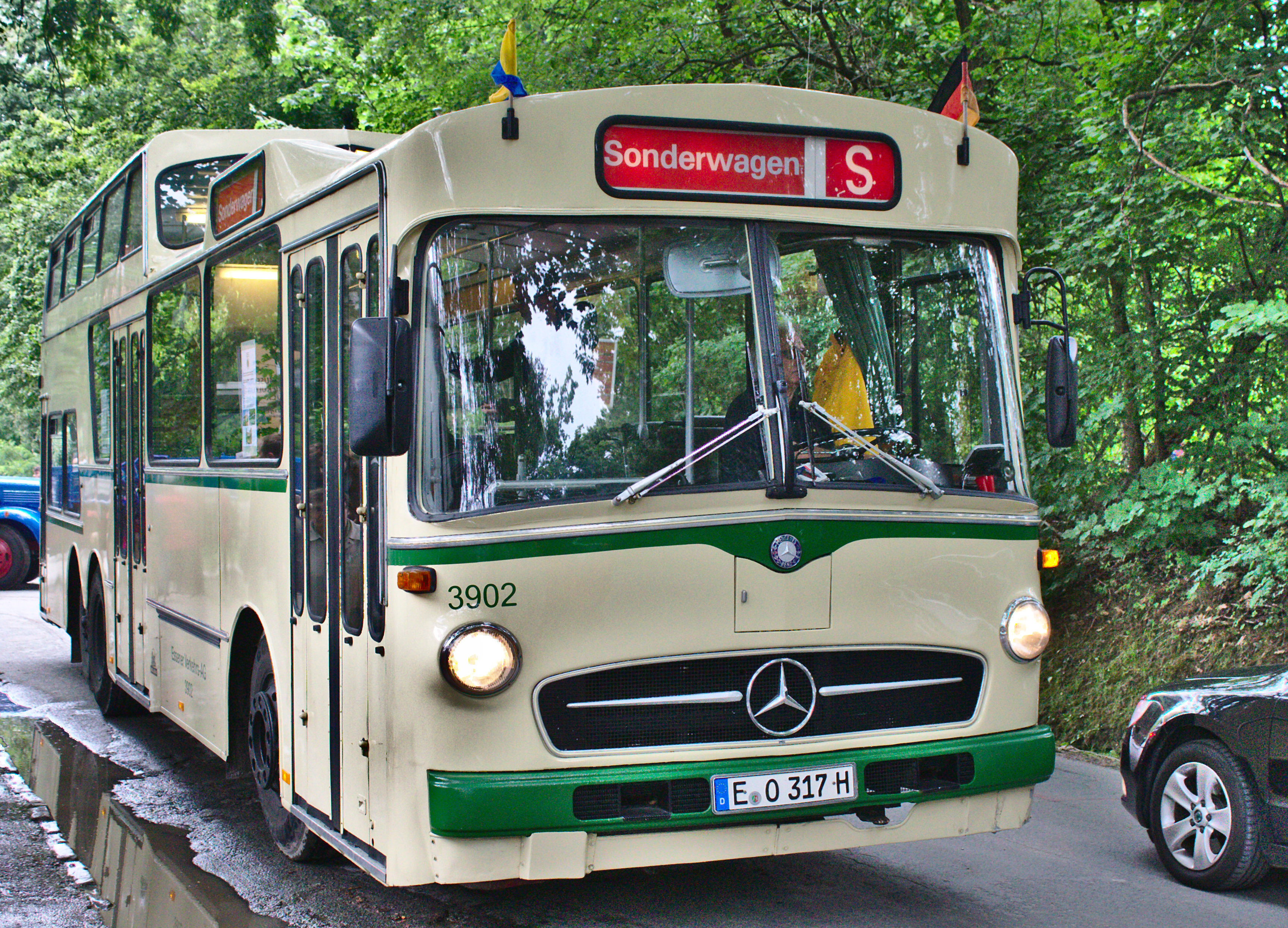
Півтораповерховий автобус (ширмові двері)
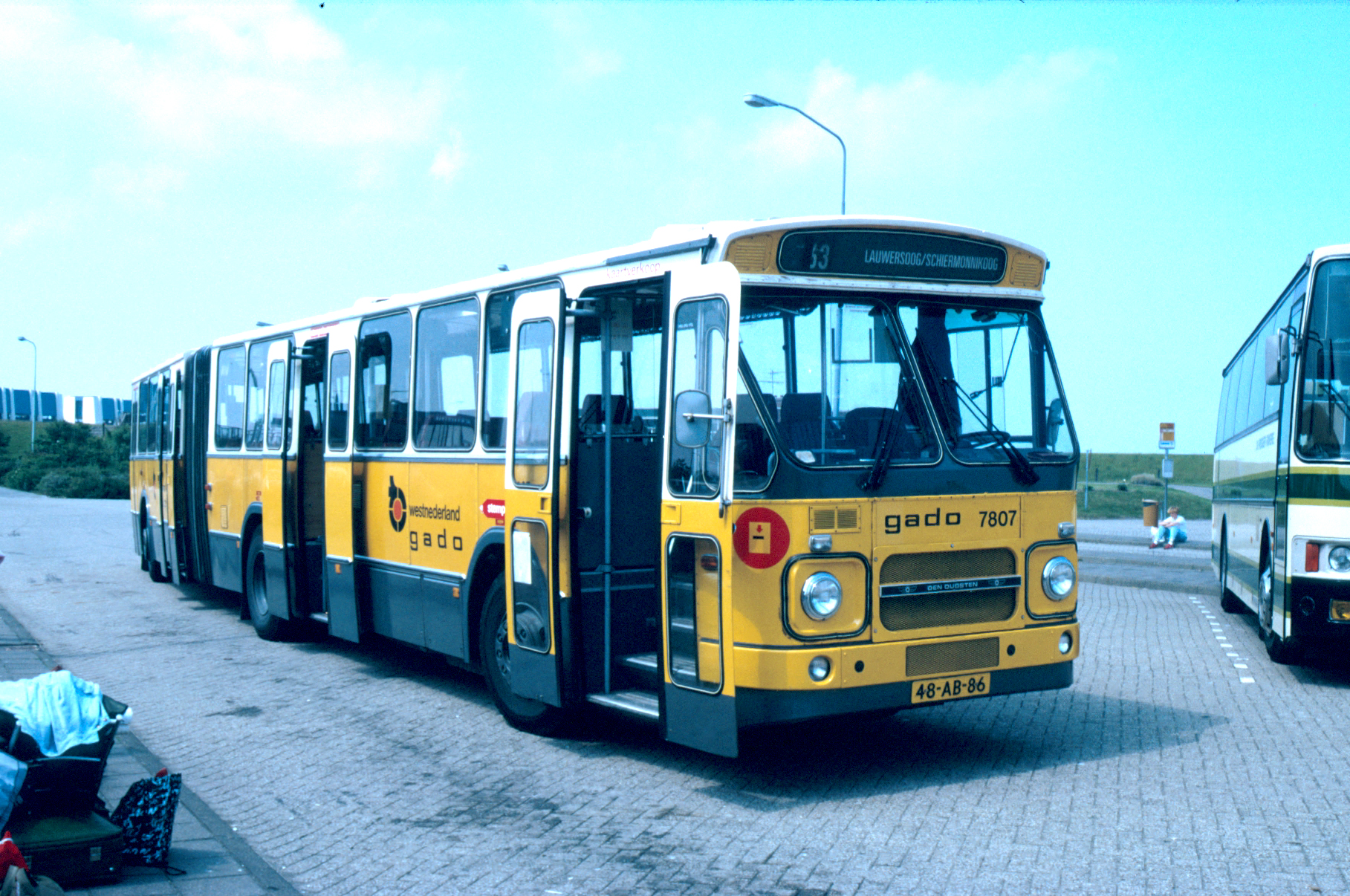
Сочленённый автобус (выдвижные двери)